# Takeshi Urakami
Takeshi Urakami (浦上 壮史 Urakami Takeshi?, nacido el 7 de febrero de 1969 en Kunitachi, Tokio) es un exfutbolista y actual entrenador japonés. Jugaba de guardameta y su último club fue el Kawasaki Frontale de Japón.

## Trayectoria

### Clubes
| Club              | País  | Año         |
| ----------------- | ----- | ----------- |
| Yokohama Marinos  | Japón | 1988 - 1994 |
| Shimizu S-Pulse   | Japón | 1995 - 1996 |
| Kawasaki Frontale | Japón | 1997 - 2004 |

## Palmarés

### Títulos nacionales
| Título                   | Club              | País  | Año       |
| ------------------------ | ----------------- | ----- | --------- |
| Copa Japan Soccer League | Nissan Motors     | Japón | 1988      |
| Copa del Emperador       | Nissan Motors     | Japón | 1988      |
| Japan Soccer League      | Nissan Motors     | Japón | 1988-1989 |
| Copa Japan Soccer League | Nissan Motors     | Japón | 1989      |
| Copa del Emperador       | Nissan Motors     | Japón | 1989      |
| Japan Soccer League      | Nissan Motors     | Japón | 1989-1990 |
| Copa Japan Soccer League | Nissan Motors     | Japón | 1990      |
| Copa del Emperador       | Nissan Motors     | Japón | 1991      |
| Copa del Emperador       | Yokohama Marinos  | Japón | 1992      |
| Copa J. League           | Shimizu S-Pulse   | Japón | 1996      |
| J2 League                | Kawasaki Frontale | Japón | 1999      |